# Алёхин, Владимир Ильич
Владимир Ильич Алехин (укр. Володимир Ілліч Альохін; 3 августа 1957, село Петровское, Хомутовский район, Курская область, РСФСР, СССР) — украинский политик. Народный депутат Украины 3-го созыва. Президент Всеукраинского благотворительного фонда «Забота о человеке».

## Образование
Днепропетровский сельскохозяйственный институт (1987), ученый агроном. Национальная юридическая академия Украины имени Ярослава Мудрого (1996), юрист.
Кандидат сельскохозяйственных наук. Диссертация «Производительность раннеспелого гибрида кукурузы Славутич 162 и его родительских форм в зависимости от сроков сева и густоты стояния растений в условиях северной подзоны Степи Украины» (Институт зернового хозяйства УААН, 1999).

## Карьера
- Сентябрь 1972 — апрель 1973 — ученик Миролюбовского СПТУ-73, село Миролюбовка Синельниковского района Днепропетровской области.
- Апрель 1973 — сентябрь 1975 — тракторист колхоза «За мир», село Славгород Синельниковского района Днепропетровской области.
- Сентябрь 1975 — февраль 1976 — ученик Миролюбовского СПТУ-73.
- Февраль — май 1976 — шофер колхоза «За мир», село Славгород.
- Май 1976 — июнь 1978 — служба в армии, Киевский ВОкр.
- Июнь 1978 — март 1981 — шофер, март 1981 — ноябрь 1982 — заместитель председателя колхоза «За мир», село Славгород.
- Ноябрь 1982 — январь 1985 — заместитель председателя по кормопроизводству колхоза «Серп и молот», село Вольное Синельниковского района Днепропетровской области.
- Январь 1985 — март 1990 — председатель колхоза имени Карла Маркса, село Миролюбовка.
- Март 1990 — январь 1991 — председатель исполкома, январь 1991— апрель 1992 — председатель Синельниковского горсовета народных депутатов.
- Апрель 1992 — июнь 1994 — Представитель Президента Украины в Синельниковском районе.
- Июнь 1994 — август 1996 — председатель Синельниковского райсовета. Председатель Синельниковской райгосадминистрации.
- Август 1996 — август 1997 — руководитель службы министра сельского хозяйства Украины.
- Август 1997 — апрель 1998 — председатель Синельниковского райсовета Днепропетровской области.
- Июнь 2002 — июнь 2003 — первый заместитель председателя, июнь 2003— апрель 2005 — первый заместитель председателя в связях с ВР Украины Государственного комитета Украины по вопросам жилищно-коммунального хозяйства.
- Май — декабрь 2005 — председатель Синельниковской райгосадминистрации.
- Декабрь 2005 — август 2006 — первый заместитель председателя Днепропетровской облгосадминистрации.
- Январь 2008 — январь 2009 — заместитель председателя, 23 декабря 2009 — 17 марта 2010 — Председатель Государственного комитета Украины по государственному материальному резерву.
- Март 2010 — ноябрь 2011 — заместитель председателя Государственной администрации связи.

Был членом партии Всеукраинское объединение «Громада».

## Парламентская деятельность
Народный депутат Украины 3-го созыва с 12 мая 1998 по 14 мая 2002, избирательный округ № 39, Днепропетровская область. На время выборов: председатель Синельниковского районного совета Днепропетровской области, член ВО «Громада».
Член фракции «Громада» (май 1998 — март 1999), член фракции «Батькивщина» (март 1999— июль 2000), член группы «Солидарность» (с июля 2000).
Председатель подкомитета по вопросам контроля за соблюдением законности и защиты прав и свобод граждан в процессе правоохранительной деятельности Комитета по вопросам законодательного обеспечения правоохранительной деятельности и борьбы с организованной преступностью и коррупцией (июль 1998 — февраль 2000).
Председатель подкомитета по вопросам борьбы с организованной преступностью и коррупцией в сфере внешнеэкономической деятельности и денежного обращения Комитета по вопросам борьбы с организованной преступностью и коррупцией (с февраля 2000).

## Семья
- Отец Илья Иванович (1931—1969).
- Мать Елена Всеволодовна (1925).
- Жена Ольга Семеновна (1962).
- Сыновья Владимир (1981) и Алексей (1986).

## Награды
- Заслуженный работник сельского хозяйства Украины (1993).
- Орден Святого равноапостольного князя Владимира (2000, УПЦ МП)
- Почетная грамота Кабинета Министров Украины (март 2004).

## Ссылка
- Информация из справочника «Кто есть кто»